# Comuna Baia, Tulcea
Baia este o comună în județul Tulcea, Dobrogea, România, formată din satele Baia (reședința), Camena, Caugagia, Ceamurlia de Sus și Panduru. Se află pe cursul inferior al râului Ceamurlia, aproape de vărsarea acestuia în Lacul Golovița. Are în componență 5 sate.

## Demografie
Componența etnică a comunei Baia
     Români (89,74%)
     Alte etnii (1,66%)
     Necunoscută (8,6%)
Componența confesională a comunei Baia
     Ortodocși (90,63%)
     Alte religii (0,67%)
     Necunoscută (8,7%)
Conform recensământului efectuat în 2021, populația comunei Baia se ridică la 4.161 de locuitori, în scădere față de recensământul anterior din 2011, când fuseseră înregistrați 4.758 de locuitori. Majoritatea locuitorilor sunt români (89,74%), iar pentru 8,6% nu se cunoaște apartenența etnică. Din punct de vedere confesional, majoritatea locuitorilor sunt ortodocși (90,63%), iar pentru 8,7% nu se cunoaște apartenența confesională.

## Politică și administrație
Comuna Baia este administrată de un primar și un consiliu local compus din 13 consilieri. Primarul, Liliana Marinescu[*], de la Partidul Național Liberal, este în funcție din 1 noiembrie 2024. Începând cu alegerile locale din 2024, consiliul local are următoarea componență pe partide politice:
|  | Partid                    | Consilieri | Componența Consiliului | Componența Consiliului | Componența Consiliului | Componența Consiliului | Componența Consiliului | Componența Consiliului | Componența Consiliului |
|  | ------------------------- | ---------- | ---------------------- | ---------------------- | ---------------------- | ---------------------- | ---------------------- | ---------------------- | ---------------------- |
|  | Partidul Național Liberal | 7          |                        |                        |                        |                        |                        |                        |                        |
|  | Partidul Social Democrat  | 6          |                        |                        |                        |                        |                        |                        |                        |